# منطق کلاسیک
منطق کلاسیک (به انگلیسی: Classical logic) اشاره به گونه‌هایی از منطق صوری دارد که بیش از همۀ انواع دیگر مورد مطالعه قرار گرفته‌اند و به‌کار می‌روند. این گونه‌های منطق در مجموعه‌ای از ویژگی‌ها با یکدیگر اشتراک دارند، از جمله:
1. قاعدهٔ استحاله اجتماع نقیضین یا اصل امتناع تناقض:[۱] یک گزاره نمی‌تواند هم اثبات شود و هم رد. به عبارت دیگر، یک گزاره نمی‌تواند هم درست باشد و هم نادرست.
2. قاعدهٔ استحاله ارتفاع نقیضین یا اصل طرد شق ثالث: یک گزاره نمی‌تواند هم اثبات نشود و هم رد نشود. به عبارت دیگر، یک گزاره حالت سومی ندارد و نمی‌تواند نه درست باشد و نه نادرست.
3. قاعدهٔ اصل طرد شق وسط یا طرد شق ثالث: یک گزاره یا اثبات می‌شود یا رد، حالت سومی ندارد (که البته اخیراً دانشمندان بر روی گزاره‌های دو ارزشی تحقیق‌ها و پیشرفت‌هایی داشته‌اند).

در مقابل، نظام‌های منطقی غیر کلاسیک حداقل یکی از ویژگی‌های زیر را دارا هستند:
1. افزودن وجوه.
2. کنار گذاشتن تقارن و قوانین دمورگان.
  - در منطق شهودگرا عدم تقارن نتیجه کنار گذاشتن استحاله ارتفاع نقیضین است.
  - در منطق پارا-شهودگرا عدم تقارن نتیجه کنار گذاشتن استحاله اجتماع نقیضین است.
3. کنار گذاشتن برخی از قواعد ساختاری.
  - منطق خطی مهم‌ترین نمونه از این دست است.